# A Raw Youth
A Raw Youth je třetí studiové album mexické rockové skupiny Le Butcherettes. Vydalo jej v září roku 2015 hudební vydavatelství Ipecac Recordings. Producentem alba byl Omar Rodríguez-López a podíleli se na něm například Deantoni Parks („La Uva“), Marcel Rodríguez-López („Stab My Back“ a „Lonely & Drunk“), Iggy Pop („La Uva“) a John Frusciante („My Half“). Deska byla nahrána v El Pasu.

## Seznam skladeb
Autorkou všech skladeb je Teri Gender Bender.
| Pořadí | Název                                       | Délka |
| ------ | ------------------------------------------- | ----- |
| 1.     | Shave the Pride                             | 2:37  |
| 2.     | Mallely                                     | 3:39  |
| 3.     | Reason to Die Young                         | 3:43  |
| 4.     | La Uva                                      | 3:36  |
| 5.     | Sold Less Than Gold                         | 2:03  |
| 6.     | Stab My Back                                | 4:10  |
| 7.     | They F*ck You Over                          | 2:21  |
| 8.     | Witchless C Spot                            | 4:00  |
| 9.     | The Hitch Hiker                             | 2:50  |
| 10.    | Lonely & Drunk                              | 3:45  |
| 11.    | Oil the Shoe If the Critter Knew Any Better | 4:12  |
| 12.    | My Half                                     | 4:39  |